# Остров страха (фильм, 2001)
Остров страха (иное название Девичий интернат: твои крики никто не услышит, в США известен под названием Dead Island: Schools Out 2) — немецкий триллер/слэшер 2001 года режиссёра Роберта Зигля, созданный специально для телевидения. Продолжение телефильма 1999 года Кричи, так как я тебя убью.
Фильм был создан по заказу телекомпании RTL.

## Сюжет
После событий первой части девушка Нина попадает в специализированную закрытую больницу, которая расположена на острове. Обитателями клиники являются она, ещё несколько девушек, а также психолог-инвалид и руководитель больницы. Близится день рождения Нины и её парень Никлас, а также психолог, который хочет проверить на острове применяющиеся там методы лечения, прибывают на остров. Вскоре на острове начинают происходить убийства лицом, носящим одеяние монашки (больница расположена на территории заброшенного монастыря).

## Художественные особенности
Ввиду своего телевизионного формата в фильме нет кровавых сцен убийства. Упор вместо этого делается на атмосфере и окружающей обстановке: лес, развалины замка, заброшенный дом, каменный лабиринт и т. д.

## В ролях
| Актёр               | Роль    |
| ------------------- | ------- |
| Катарина Вакернагел | Нина    |
| Барнаби Мечурат     | Николас |